# 梨本伊都子

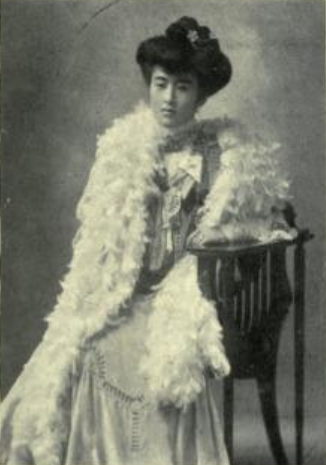
梨本伊都子

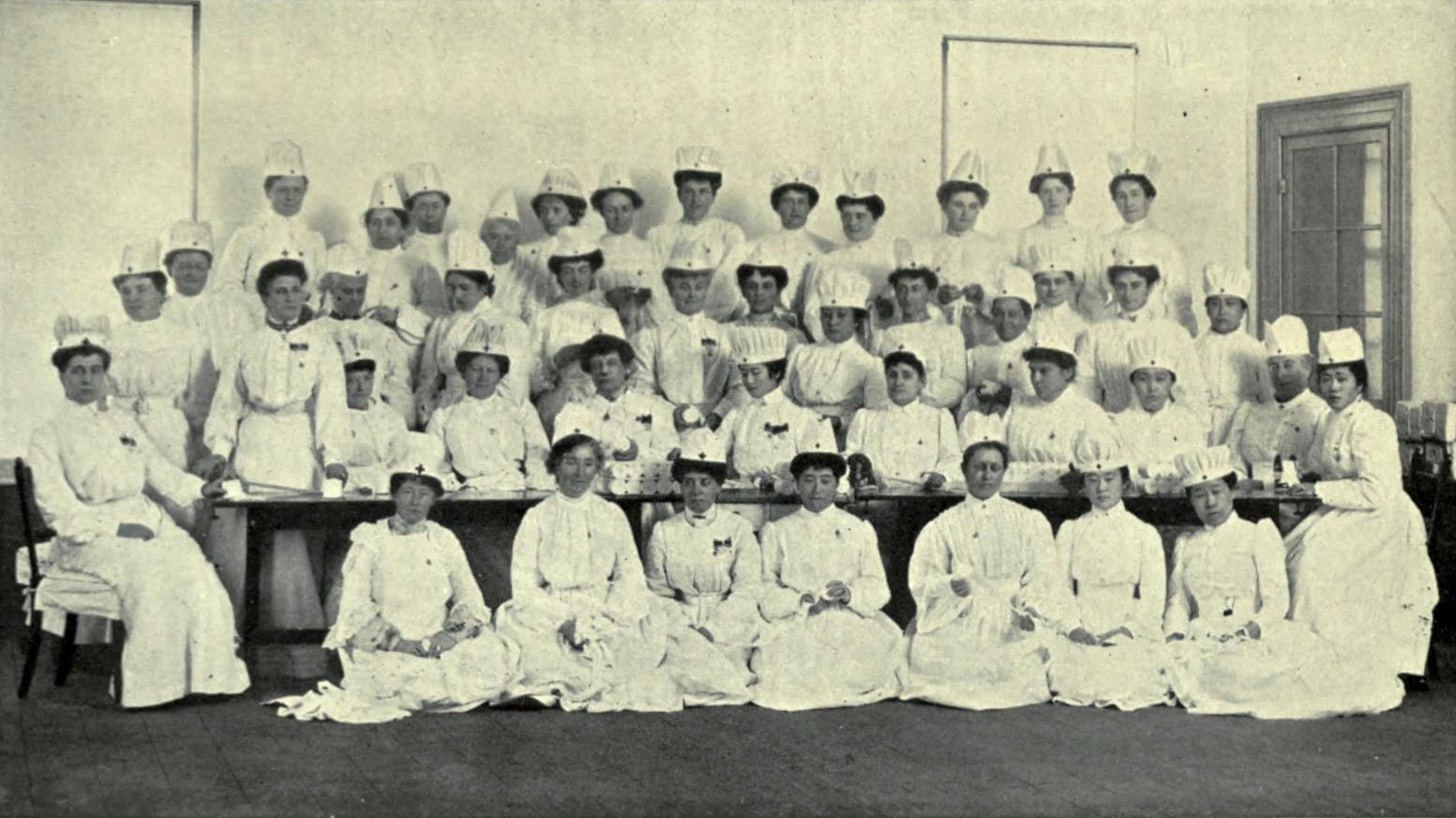
赤十字病院にて。中央テーブル席に伊都子

梨本 伊都子（なしもと いつこ、1882年〈明治15年〉2月2日 - 1976年〈昭和51年〉8月19日）は、日本の旧皇族。梨本宮守正王の妃。鍋島直大侯爵令嬢。妹に松平信子。お印は桂。旧名は、鍋島 伊都子（なべしま いつこ）。皇籍離脱前の身位は王妃で、皇室典範における敬称は殿下。皇族時代の名は、守正王妃 伊都子（もりまさおうひ いつこ）であった。

## 生涯

### 戦前
1882年（明治15年）2月2日、駐イタリア特命全権公使・鍋島直大の次女としてローマで生まれた。母は広橋胤保の五女・榮子。「イタリア（伊太利亜）の都の子」の意味で伊都子（いつこ）と命名される。生後7か月目に一家は帰国し、東京府麹町区永田町二丁目1番地（現在の東京都千代田区永田町）の鍋島本邸で育てられた。1888年（明治21年）9月、華族女学校に第12回生として入学した。
1896年（明治29年）10月13日に明治天皇の裁可を得て梨本宮守正王との婚約が決まり、10月17日に結納。1900年（明治33年）11月28日に守正王と結婚し、守正王妃 伊都子（梨本宮妃伊都子）となる。なお、結婚に当たって、皇后美子（昭憲皇太后）から「ダイヤモンド真珠入り腕輪」などを下賜され、父からはパリに注文した宝冠（2万数千円相当）・首飾り・腕輪・ブローチ・指輪など宝石類一式を贈られている。
1902年（明治35年）頃から日本赤十字社で西洋医学に基づく治療法の教育を受け、1903年（明治36年）6月17日には看護学修業証書を授与された。1904年（明治37年）の日露戦争に際しては、篤志看護婦人会会員として精力的に傷痍軍人の慰問などに取り組んだ。1909年（明治42年）1月13日、「多田伯爵夫人」の肩書きで渡欧し、フランス留学を終えた守正王と共にヨーロッパの王室を歴訪した。
太平洋戦争（大東亜戦争）においても積極的に慰問活動を行い、遼東半島まで足を運んだこともある。当初は相次ぐ戦勝に喜び、国民の反米感情の高まりを「やっとめがさめし有様」と歓迎していたが、1944年（昭和19年）からは空襲警報のために寝不足気味になり、1945年（昭和20年）5月26日の東京空襲で渋谷区の梨本宮邸が全焼の憂き目に遭ったこともあり、悪化する生活事情に不満を募らせた。同年8月15日正午、ラジオの前に正座して玉音放送を聴き、日本の敗戦に涙を流した。同日付けの日記には、国体が護持されたことに安心しつつも、米英に対しての激しい憎悪が記されている。敗戦後も、戦災孤児の慰問活動などを行った。

### 戦後
1947年（昭和22年）10月14日、皇室典範第11条1項により、皇籍離脱。皇籍離脱後は、「梨本 伊都子（なしもと いつこ）」となる。皇籍離脱後も旧皇族として矜持を保ち続け、最後の貴婦人と呼ばれたが、巨額の財産税納付のために、別荘の売却や愛用品の売り立て、本邸の切り売りなどをせざるを得ず、生活は決して楽ではなかった。
1958年（昭和33年）に巻き起こった「ミッチー・ブーム」には、香淳皇后や妹で常磐会会長の松平信子、姪の秩父宮妃勢津子らと共に強く反発した。皇太子明仁親王と正田美智子の婚約発表が行われた同年11月27日付けの日記には、「朝からよい晴にてあたたかし。もうもう朝から御婚約発表でうめつくし、憤慨したり、なさけなく思ったり、色々。日本ももうだめだと考へた。」と記している。ただ、この結婚に理解を示した昭和天皇の意向もあり、以後は勅許が下りた婚儀に対して表立って批判することはなくなった。
晩年は歌舞伎鑑賞や常磐会の集まりなどを楽しみに、陸軍大将を務めた守正の未亡人恩給を受けて生活していた。1976年（昭和51年）8月19日、乳癌手術後の経過が芳しくなく、逝去した。94歳没。梨本家の祭祀は養子の梨本徳彦が継承した。

## 栄典
勲章等
| 受章年                     | 略綬 | 勲章名                     | 備考 |
| -------------------------- | ---- | -------------------------- | ---- |
| 1900年（明治33年）11月28日 |      | 勲二等宝冠章               |      |
| 1906年（明治39年）4月1日   |      | 明治三十七八年従軍記章     |      |
| 1910年（明治43年）2月11日  |      | 勲一等宝冠章（宝冠大綬章） |      |
| 1928年（昭和3年）11月10日  |      | 大礼記念章（昭和）         |      |
| 1940年（昭和15年）8月15日  |      | 紀元二千六百年祝典記念章   |      |

## 人物・逸話
- 筆まめで、1899年（明治32年）1月1日から1976年（昭和51年）6月3日までの77年間にわたって日記を付け続けた。それを元に、最晩年には自伝『三代の天皇と私』を上梓した。この他にも、多数の手記や回想録を残している。ただし、日記については現在原史料が所在不明となっている[8]。
- 四尺九寸八分（約151cm）という身長の低さには悩んでいたようで、1906年（明治39年）に梨本宮守正王の留学先のフランスに派遣された御用掛・日高秩父は土産として「身長増加器」を持ち帰っている。
- 歌舞伎好きとして知られ、太平洋戦争（大東亜戦争）開戦間近の1941年（昭和16年）には、近衛文麿に歌舞伎観賞の便宜を図ってもらおうとしたが、ラジオで我慢するように言われ、「一般の人間は生のよいものをたべてもさしつかえないが、私たちは罐詰でまづしんぼうせよ、といふのと同じではないか。」と憤慨した。この時は、松坂屋で買い物中に贔屓の市村羽左衛門と偶然出会い、近衛がよく使う人目に触れない部屋があると、羽左衛門が取り計らい満足している。
- ドーリットル空襲当日、空襲警戒管制中であったが銀座で買い物をしていた。松屋の前まで行くと銀色の敵機が低空で飛んできたので地下へ避難してしばらく休んでから帰宅した。当日の日記には「敵機九機はおとした」と記したが、これは大本営の作り話であった[9]。

## 血縁
- 父：鍋島直大（1846–1921）
- 母：鍋島榮子（1855–1941）
- 夫：梨本宮守正王（1874–1951）
- 子
  - 方子女王（1901–1989） - 李垠妃
  - 孫
    - 李晋　
    - 李玖

  - 規子女王（1907–1985） - 広橋真光夫人
  - 孫
    - 廣橋興光（1933年生） - 広橋家当主
- 養子
  - 梨本儀光（1939年生） - 離縁
  - 梨本徳彦（1922–2007）
- 姪：雍仁親王妃勢津子（妹・信子の娘）

## 著書
- 『三代の天皇と私』 講談社、1975年／同〈もんじゅ選書9〉、1985年
- 『かつら』梨本伊都子、1971年

### 関連文献
- 『梨本宮伊都子妃の日記―皇族妃の見た明治・大正・昭和』 小田部雄次、小学館、1991年／改訂版・小学館文庫、2008年。ISBN 4094083251
- 『百年前のパンデミックと皇室　梨本宮伊都子妃の見たスペイン風邪』 小田部雄次、敬文舎、2020年。ISBN 4906822576